# Strogylocephala confluens
Strogylocephala confluens är en insektsart som först beskrevs av Yu 1956.  Strogylocephala confluens ingår i släktet Strogylocephala och familjen Calophyidae. Inga underarter finns listade i Catalogue of Life.